# Ernst Willimowski

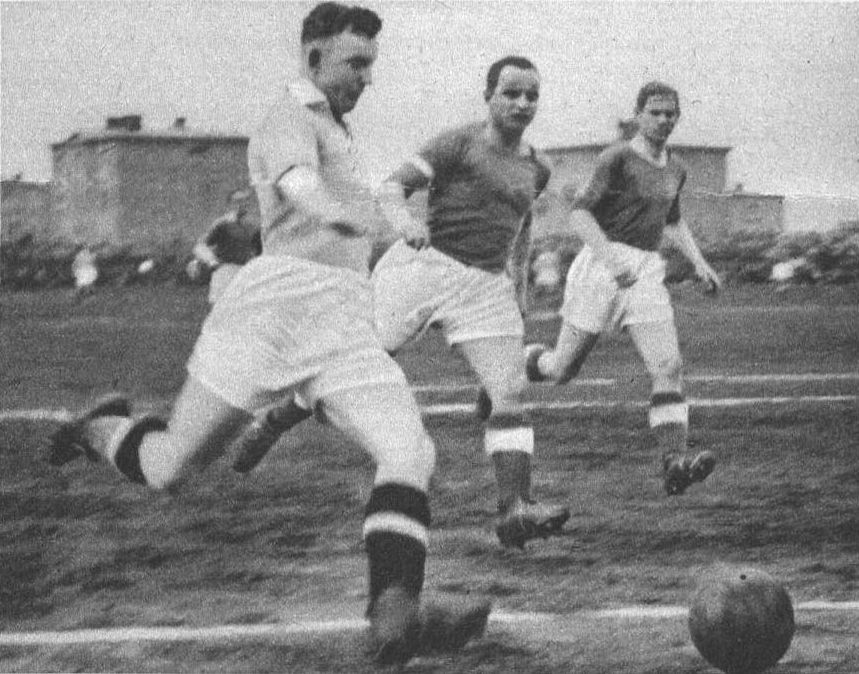
Ernst Willimowski (középen a labdával) egy 1937-es Ruch Chorzów–Warta Poznań mérkőzésen

Ernst Otton Wilimowski (Katowice, 1916. június 23. – Karlsruhe, 1997. augusztus 30.), lengyel és német válogatott labdarúgó. A lengyel válogatott és a lengyel klubfutball történetének legjobb góllövői közé tartozik. A lengyel válogatott tagjaként részt vett az 1936. évi nyári olimpiai játékokon és az 1938-as világbajnokságon. Miután Lengyelország megszállását követően újra felvette a német állampolgárságot, a német válogatottban is játszott.
Wilimowski volt az első játékos, aki egyetlen világbajnoki mérkőzésen négy gólt szerzett. Az RSSSF szerint összesen több mint 1077 gólt szerzett legalább 688 mérkőzésen, amivel minden idők 14. legnagyobb góllövője.
Az RSSSF szerint ő a legeredményesebb gólszerző egy szezonban hivatalos mérkőzéseken, 45 mérkőzésen szerzett 107 góljával.
Wilimowski alkalmanként jégkorongozott is a Pogoń Katowice csapatában.

## Élete
A Német Császárságban Kattowitzban (Katowice) Ernst Otto Prandella néven született, és a felső-sziléziai lengyel-német határvidékre jellemző családban nőtt fel. Miután Kelet-Felső-Szilézia 1922-ben Lengyelországhoz került, a Második Lengyel Köztársaság állampolgára lett.
A szülei, Ernst-Roman és Paulina németek voltak. Apja a Német Birodalom katonája volt, és az első világháborúban a nyugati fronton esett el. Édesanyja német óvodába, német általános iskolába járatta, majd kilencéves korában játszott az 1. FC Kattowitzban. Tizenhárom éves korában törvényesen örökbe fogadta mostohaapja, aki lengyel származású volt, és felvette a Wilimowski vezetéknevet. Otthon többnyire németül beszélt, míg a nyilvánosság előtt gyakran a lengyel nyelv sziléziai dialektusát használta. Hivatalosan lengyel állampolgár volt, de magát felső-sziléziai lakosnak vallotta.

## Pályafutása

### Klubcsapatokban

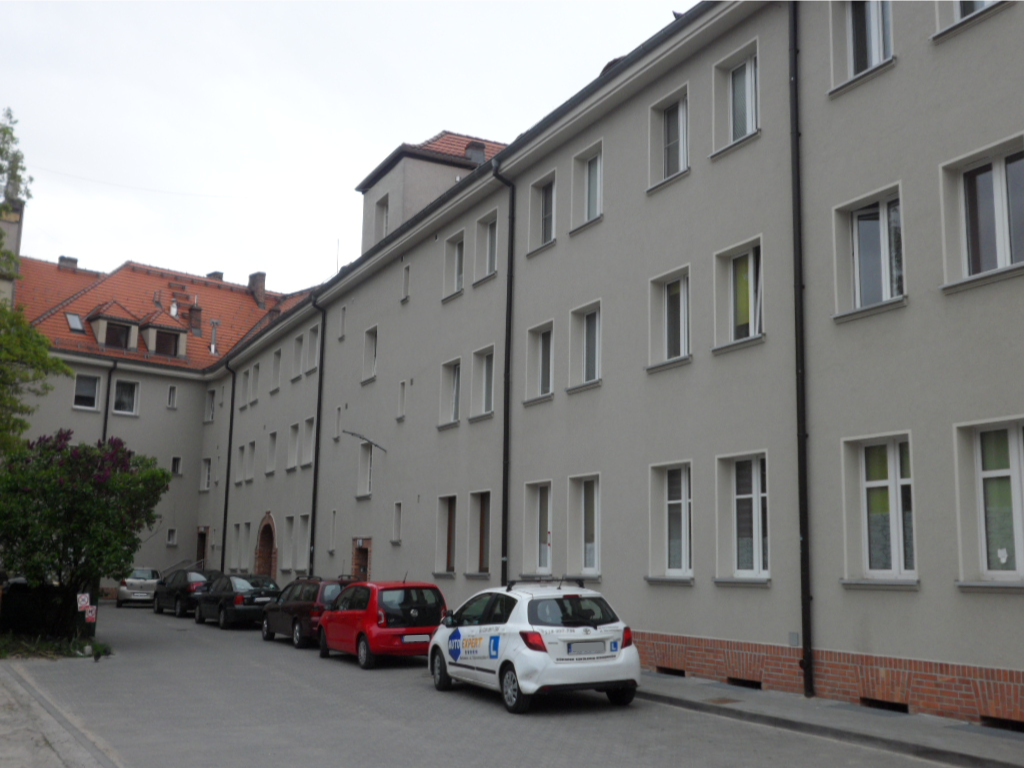
Ernest Wilimowskiék családi háza Katowicében

17 évesen a Ruch Hajduki Wielkiehez (ma Ruch Chorzów) szerződött az 1. FC Kattowitz csapatától. Pályafutása során a Ruch színeiben 86 meccsen 112 gólt szerzett (1934-ben és 1936-ban a liga gólkirálya volt), a lengyel válogatottban 22 meccsen 21 gólt szerzett, és 1934-ben, 1935-ben, 1936-ban és 1938-ban lengyel bajnok lett. A második világháború alatt aláírta a náci Volkslistát, és német labdarúgó lett, így német klubokban szerepelt. A következő csapatokban játszott: SG Kassel (1946), SG Merseburg (1946), SG Chemnitz-West (1946–48), SG Babelsberg (1947 – 2 meccs), TSG Arolsen (1947 – 1 meccs), Hamelin 07 (1947), TSV Detmold (1948), BC Augsburg (1948–49 – 6 meccs, 3 gól), francia RC Strasbourg (1949 – 1 meccs), Offenburger FV (1949–1950 és játékos edző is), FC Singen 04 (1950–1951 – 30 meccs, 16 gól) A VfR Kaiserslautern (1951–1955 – 90 meccs, 70 gól) és a Kehler FV, ahol 1959-ben fejezte be labdarúgó-pályafutását.

### A válogatottban
1934. május 21-én Koppenhágában, Dánia ellen debütált, mindössze 17 évesen és 332 naposan. A válogatottban huszonkét találkozón huszonegy gólt szerzett. Fegyelmi problémák miatt azonban egy évre felfüggesztette a lengyel labdarúgó-szövetség, közvetlenül az 1936-os berlini torna kezdete előtt.
Két évvel később, az 1938-as világbajnokság alkalmából, a Brazília ellen lejátszott meccsen legendás teljesítményt nyújtott: négy gólt szerzett, és tizenegyest harcolt ki a csapatának. Az összecsapás azonban 6-5-re végződött a dél-amerikaiak javára, és Lengyelország kiesett a további küzdelmekből.
A második világháború alatt a német válogatottban játszott. 1941. június 1-jén debütált Románia ellen Bukarestben, és a támadó azonnal két gólt szerzett. Ezt a mérkőzést egy Finnország elleni mesterhármas követte Helsinkiben. 1942. október 18-án Németország 5–3-ra legyőzte Svájcot Bernben Wilimoski négy és Fritz Walter egy góljával.
Utolsó szereplése a német mezben az 1942. november 22-i pozsonyi Szlovákia elleni 5–2-es győzelem alkalmából volt, mivel a német válogatott a világháború miatt már nem játszott barátságos mérkőzéseket.

## További sorsa

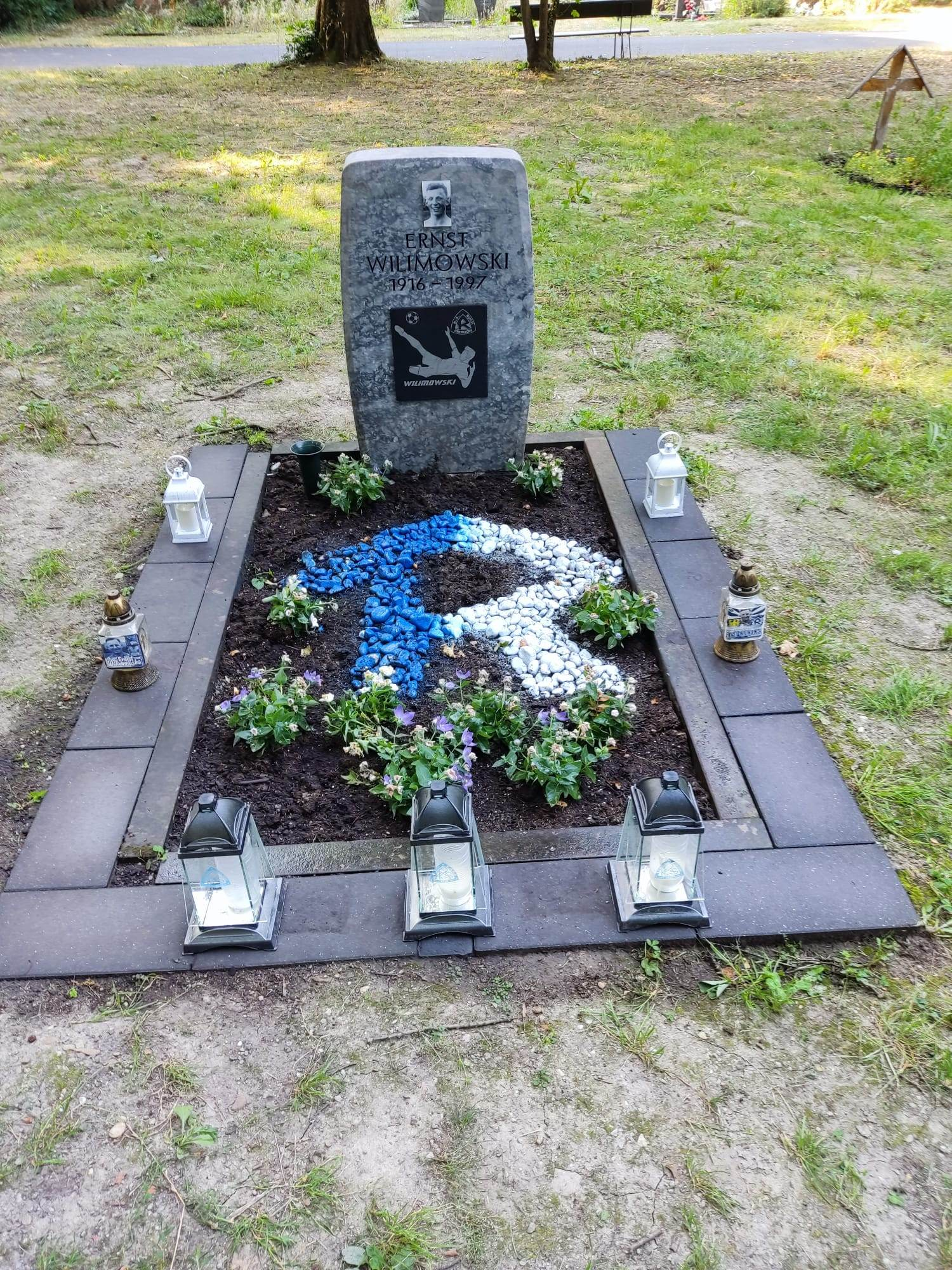
Sírja a Karlsruher Hauptfriedhof temetőben

A háború után Wilimowski, akit a lengyel kormány árulónak tekintett, a kommunista rezsim alatt nem térhetett vissza a szülőföldjére.
Karlsruhe környékén telepedett le, ahol éttermet nyitott. Bár már a 30-as éveiben járt, amikor a szervezett játék újraindult, mégis folytatta pályafutását, amely 1959-ig, 43 éves koráig. A visszavonulása után a feleségével együtt egy ideig éttermet vezetett, majd egy Pfaff varrógépgyárban dolgozott, 1978-ban nyugdíjba vonult.
Az 1974-es németországi világbajnokságon Wilimowski állítólag meg akarta látogatni a Stuttgart melletti Murrhardtban tartózkodó lengyel válogatottat, de a PZPN tisztviselői nem adtak rá engedélyt.
1995-ben a  Ruch Chorzów meghívta, hogy jöjjön Felső-Sziléziába, és ünnepelje meg a klub 75. évfordulóját. Wilimowski legidősebb lánya, Sylvia Haarke szerint apja Lengyelországba akart menni, és azt mondta, hogy ha nincs a háború, soha nem hagyta volna el Katowicét. Felesége, Klara azonban akkor beteg volt, és vele kellett maradnia. 1997. augusztus 30-án Karlsruhéban halt meg, négy gyermeket – három lányt (Sylvia, Sigrid és Ulle) és egy fiút, Rainert – hagyva hátra.

## Statisztika

### A válogatottban
| Válogatott         | Év       | Pályára lépések | Gólok |
| ------------------ | -------- | --------------- | ----- |
| Lengyelország      |          |                 |       |
| 1934               | 5        | 3               |       |
| 1935               | 0        | 0               |       |
| 1936               | 1        | 0               |       |
| 1937               | 4        | 3               |       |
| 1938               | 8        | 10              |       |
| 1939               | 4        | 5               |       |
| Összesen           | Összesen | 22              | 21    |
| Lengyel Szilézia   |          |                 |       |
| 1934               | 1        | 0               |       |
| 1935               | 1        | 3               |       |
| 1936               | 0        | 0               |       |
| 1937               | 2        | 3               |       |
| 1938               | 1        | 1               |       |
| 1939               | 1        | 0               |       |
| Összesen           | Összesen | 6               | 7     |
| Harmadik Birodalom |          |                 |       |
| 1941               | 4        | 6               |       |
| 1942               | 4        | 7               |       |
| Összesen           | Összesen | 8               | 13    |

## Sikerei, díjai

### Klubcsapatokban
Ruch Chorzów
- Lengyel bajnok (5): 1934, 1935, 1936, 1938, 1939
- A lengyel bajnokság gólkirálya (3): 1934, 1936, 1939

 1860 München
- Német kupagyőztes (1): 1942

### Egyéni
- A Német kupa gólkirálya: 1942
- Szászország gólkirálya: 1941
- Bajor gólkirály: 1942
- Az Oberliga Südwest gólkirálya: 1955

## Érdekességek

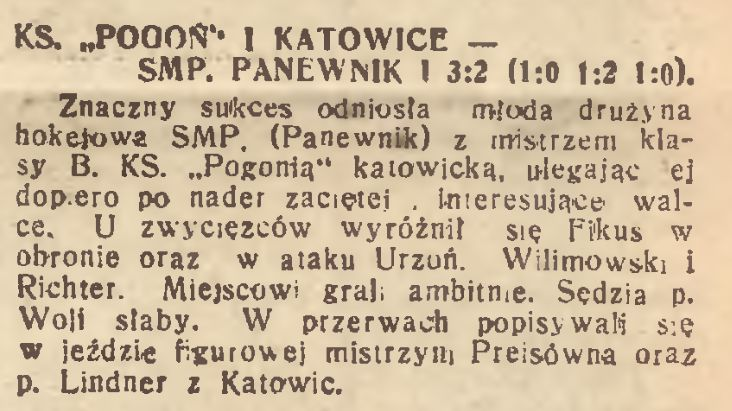
Sportinformációk a KS Pogoń Katowice és az SMP jégkorongmérkőzéséről. A Pogoń kiemelkedő játékosa ezen a meccsen: Ernest Wilimowski

- Ernest Wilimowskinak szokatlan anatómiai rendellenességgel rendelkezett: hat lábujja volt a jobb lábán.[8]
- Az 1938-as világbajnokság - Brazília - Lengyelország (6:5) meccs után , amelyen Wilimowski négy gólt szerzett, felajánlották neki, hogy pályára lép az egyik brazil klubban, de az eredeti szerződés aláírása ellenére az átigazolás nem történt meg a lengyel aktivisták tiltakozásának eredményeképpen.
- A futball mellett kapusként is jégkorongozott a Pogoń Katowice színeiben,[9] jól síelt és sakkozott.

## Fordítás
- Ez a szócikk részben vagy egészben  az   Ernst Wilimowski című angol Wikipédia-szócikk ezen változatának fordításán alapul.  Az eredeti cikk szerkesztőit annak laptörténete sorolja fel. Ez a jelzés csupán a megfogalmazás eredetét és a szerzői jogokat jelzi, nem szolgál a cikkben szereplő információk forrásmegjelöléseként.
- Ez a szócikk részben vagy egészben  az   Ernest Wilimowski című lengyel Wikipédia-szócikk ezen változatának fordításán alapul.  Az eredeti cikk szerkesztőit annak laptörténete sorolja fel. Ez a jelzés csupán a megfogalmazás eredetét és a szerzői jogokat jelzi, nem szolgál a cikkben szereplő információk forrásmegjelöléseként.